# Bo Yibo
Bo Yibo (chinois: 薄一波; pinyin: Bó Yībō) est un homme politique chinois né le 17 février 1908 et mort de maladie le 15 janvier 2007 à Pékin (Beijing). Il est l'un des « huit immortels » du Parti communiste chinois.

## Biographie
Bo Yibo rejoint le Parti communiste chinois en 1925. Il est considéré comme un grand combattant communiste et un remarquable révolutionnaire prolétarien. Il a été membre des 7e, 8e et 11e Comités centraux du Parti communiste chinois (membre suppléant du 8e Politburo du PCC), ainsi que vice-premier ministre du Conseil des Affaires d'État et vice-président permanent de la Commission centrale des Conseillers du Comité central.
Lors de la Conférence de Lu Shan, Peng Dehuai critique le Grand Bond en avant et donc indirectement retire son soutien inconditionnel à Mao Zedong. Celui-ci réagit vivement et classe Peng Dehuai comme Droitier. Aussitôt connu le point de vue de Mao, les cadres du régime se rallient à lui. Ainsi Bo Yibo détruit un rapport très critique sur la situation du pays, donné par ses experts, et apporte un soutien appuyé au Grand Bond et à son instigateur Mao. Puis Bo Yibo sera un des accusateurs de 
Peng Dehuai au côté de Mao Zedong.
Il fut une des victimes marquantes de la révolution culturelle, au cours de laquelle sa femme se suicida (ou fut poussée au suicide). Son propre fils Bo Xilai, lui-même Garde rouge, le dénonça (une situation habituelle à l'époque). Il fut emprisonné à la prison de Qincheng et torturé par les gardes rouges. Il ne revint au pouvoir qu'après la mort de Mao et la chute de la Bande des Quatre.
Il appartient alors aux huit immortels du Parti communiste chinois qui soutiennent  Deng Xiaoping dans ses réformes économiques.
En janvier 1989, Bo Yibo procède à l'acte d'accusation de Hu Yaobang, lâché par Deng Xiaoping et accusé de vouloir libéraliser le régime communiste.
Il soutient encore Deng Xiaoping  lors de la répression du mouvement démocratique du 4 juin 1989, il s'oppose alors à Zhao Ziyang, secrétaire général du Parti communiste chinois, favorable à une libéralisation des institutions.

## Famille
Bo Yibo est marié et père de six enfants. Son aîné est Bo Xilai, ancien ministre du commerce du gouvernement de la république populaire de Chine de 2004 à 2007.